# جيمس أندرسون (ممثل أمريكي)
جيمس أندرسون (بالإنجليزية: James Anderson)‏ مواليد 13 يوليو 1921 في ويتومبكا، ألاباما، الولايات المتحدة - الوفاة 14 سبتمبر 1969 في بيلينغز، مونتانا، الولايات المتحدة، هو ممثل أمريكي بدأ مسيرته الفنية سنة 1941. امتدت مسيرته الفنية لأكثر من 28 عاما.

## الأعمال
- الرقيب يورك (1941)
- إقناع ودي (1956)
- قتل طائر بريء (1962)

## روابط خارجية
- جيمس أندرسون على موقع IMDb (الإنجليزية)
- جيمس أندرسون على موقع أول موفي (الإنجليزية)
- جيمس أندرسون على موقع إن إن دي بي (الإنجليزية)
- جيمس أندرسون على موقع قاعدة بيانات الفيلم (الإنجليزية)